# Michael Blatchford
Pour les articles homonymes, voir Blatchford.
Michael Blatchford (né le 29 janvier 1986 à Cypress en Californie) est un coureur cycliste américain. Plusieurs fois champion des États-Unis de vitesse individuelle et par équipes, il a été médaillé d'or de vitesse individuelle aux championnats panaméricains de 2007 et de la vitesse par équipes en 2012. Il a participé aux Jeux olympiques de 2008 à Pékin. Il a arrêté la compétition pendant deux ans, en 2009 et 2010.

## Palmarès

### Jeux olympiques
- Pékin 2008
  - 8e de la vitesse par équipes
  - 15e de la vitesse individuelle

### Championnats du monde
- Los Angeles 2004
  -  Médaillé d'argent de la vitesse individuelle juniors
- Manchester 2008
  - 10e de la vitesse par équipes
- Apeldoorn 2011
  - 12e de la vitesse par équipes
- Melbourne 2012
  - 16e de la vitesse par équipes
  - 16e de finale de la vitesse individuelle

### Jeux panaméricains
- 2011
  -  Médaillé d'argent de la vitesse par équipes

### Championnats panaméricains
- Mar del Plata 2005
  -  Médaillé de bronze de la vitesse individuelle
  -  Médaillé de bronze de la vitesse par équipes
- São Paulo 2006
  -  Médaillé de bronze de la vitesse par équipes
- Valencia 2007
  -  Médaillé d'or de la vitesse individuelle
  -  Médaillé d'argent de la vitesse par équipes
- Medellín 2011
  -  Médaillé d'argent de la vitesse par équipes
- Mar del Plata 2012
  -  Médaillé d'or de la vitesse par équipes (avec Kevin Mansker et Dave Watkins)

### Championnats nationaux
- Champion des États-Unis de vitesse individuelle en 2004, 2007, 2011
- Champion des États-Unis de vitesse par équipes en 2006, 2011